# El Hadji Malick Diouf
El Hadji Malick Diouf (* 28. prosince 2004 Ziguinchor) je senegalský profesionální fotbalista, který hraje na pozici levého obránce či záložníka za anglický klub West Ham a za senegalský národní tým.

## Klubová kariéra
Malick Diouf je odchovancem senegalské akademie Mawadeho Wadeho. V únoru 2023 se přesunul do norského klubu Tromsø IL. Ve věku osmnácti let fotbalista zaujal řadu zahraničních klubů, za Tromsø v sezoně 2023 nastoupil do 19 soutěžních zápasů, ve kterých vstřelil 3 góly a pomohl klubu ke konečné třetí příčce.
V prosinci 2023 se objevila informace, že o Malicka Dioufa stojí pražská Slavia. 11. ledna 2024, pak vršovický celek tento přestup oficiálně potvrdil. Svůj debut si odbyl 18. února v ligovém utkání proti Karviné a v 80. minutě skóroval na konečných 3:0. O deset dní později vstřelil další branku, a to ve čtvrtfinále českého poháru proti pražské Spartě, prohře 2:3 po prodloužení však zabránit nedokázal. 7. března si odbyl svůj debut v pohárové Evropě, a to v utkání osmifinále Evropské ligy proti AC Milán. Ve 26. minutě ale po faulu Christiana Pulišiće na dostal červenou kartu a Slavia bez něj prohrála 2:4. Ve zbytku jarní části sezony nastupoval sporadicky, dohromady nastoupil do 9 utkání a dal dva góly.
Na začátku sezony 2024/25 se dokázal Diouf probojovat do základní sestavy pražského klubu na úkor zraněného Ondřeje Zmrzlého. 2. srpna skóroval při výhře 1:0 nad Libercem, střelecky se prosadil i v zápasech se Sigmou Olomouc (2:0), Pardubicemi (2:0) a Mladou Boleslaví (2:0) a patřil mezi nejlepší střelce celé soutěže. Díky svým výkonům byl v září poprvé povolán do senegalské reprezentace.

## Reprezentační kariéra
Diouf debutoval v dresu senegalské reprezentace 9. září 2024 v kvalifikačním utkání na Africký pohár národů proti Burundi.

## Osobní život
S legendárním senegalským reprezentantem El Hadjim Dioufem, který působil i v Liverpoolu, Boltonu či Blackburnu, není v žádné příbuzenské přízni.